# Otto Nitze
Otto Nitze (* 20. September 1924  in Artern; † 8. Mai 1988 in Idar-Oberstein) war ein deutscher Musiker und Komponist, der wesentliche Kompositionen auch unter dem Pseudonym Tom Dawitt veröffentlichte.

## Biographie
Nitze entstammte einer alten Musikerfamilie. Mit fünf Jahren erhielt er den ersten Violinunterricht bei seinem Vater, ab dem 7. Lebensjahr beim 1. Konzertmeister der Städtischen Bühnen zu Erfurt, mit 9 Jahren wurde er Schüler des Direktors der Musikhochschule zu Sondershausen, Professor Carl Corbach, mit 10 Jahren wurde Nitze zum Besuch des Konservatoriums nach Erteilung einer Sondergenehmigung („Lex Nitze“) zugelassen.
Anschließend besuchte er das Musische Gymnasium in Frankfurt/Main, Lehrer waren hier Kurt Thomas, August Leopolder und Wolfgang Riehm. Kunstunterricht erhielt Nitze vom Idar-Obersteiner Künstler Max Rupp, der am Musischen Gymnasium als Lehrer tätig war. Das Musikstudium schloss er als examinierter Kapellmeister ab. Nach Kriegsende wurde Nitze mit 23 Jahren jüngster Kapellmeister und Komponist für Schauspielmusiken am Theater in Eisleben. Als Städtischer Musikdirektor leitete er die Musikschule, die sein Großvater gegründet hatte, und war gleichzeitig auch Leiter eines Berufsorchesters. 1947 siedelte er in den Westen über und war hier zuerst als Freischaffender tätig. 1950 übernahm er  die Leitung des Musikvereins 1861 Idar-Oberstein, anschließend folgten noch weitere Blasorchester und Chöre im Stadt- und Kreisgebiet. 
1957 war Nitze Hauptinitiator für die Gründung des Jugendharmonie-Orchesters des Musikvereines 1861 Idar-Oberstein, das auch federführend für die Gründung weiterer Jugendorchester gewesen ist. Im November 1961 erfolgte sein Wechsel nach Schramberg/Schwarzwald als Städtischer Musikdirektor und Lehrer am Hochschulinstitut für Musik in Trossingen. 1965 kehrte Nitze nach Idar-Oberstein zurück, um die musikalische Jugendarbeit wiederaufzubauen und zu beleben. 1967 gründete Nitze die Städtische Jungbläserschule, 1968 folgte die Gründung des Kreis-Jugendorchesters Birkenfeld mit Sitz in Idar-Oberstein.
Das Ziel beider Orchester und besonderes Anliegen Nitzes war die intensive musikalische Jugendförderung und Jugendarbeit. Nitze erzielte insbesondere mit dem Kreis-Jugendorchester große Erfolge bei nationalen und internationalen Musikwettbewerben und bereiste mit diesem Orchester viele europäische Länder, Israel, die USA und Kanada. Nitze leitete beide Orchester bis zu seinem Tode im Jahr 1988. Otto Nitze war seit 1951 verheiratet mit Lilli, geb. Elges. Aus der Ehe entstammt eine Tochter.
Nitze, seit 1968 hauptamtlich als Musikpädagoge an der Realschule Idar-Oberstein beschäftigt, war Mitglied des Kulturausschusses der Stadt Idar-Oberstein, des Kreis-Musikverbandes Birkenfeld (Kreis-Musikverbandsdirigent), des Landes-Musikbeirates und auf Bundesebene als Wertungsrichter tätig. Er erhielt für seine Verdienste für die Musik und die Jugendarbeit sowie seine künstlerische Tätigkeit das Bundesverdienstkreuz der Bundesrepublik Deutschland, die Goldene Ehrennadel der Stadt Idar-Oberstein, die Wappenteller der Stadt Idar-Oberstein und des Landkreises Birkenfeld, die Peter-Cornelius-Plakette der Landesregierung von Rheinland-Pfalz, das Croix de Mérite de la Confédération Internationale des Sociétés Musicales, die Bundes-Förder-Medaille in Silber und Gold des Bundes Deutscher Blas- und Volksmusikverbände und die des Landesmusikverbandes Rheinland-Pfalz, die Dirigenten-Ehrennadel in Silber und Gold sowie den Goldenen Rathausmann der Stadt Wien. Er ist bis heute der einzige Ehrendirigent des Musikvereins 1861 Idar-Oberstein.
Auch als Komponist war Otto Nitze sehr erfolgreich. Bereits 1965 erhielt er den 1. Preis für sein Werk Prolog für symphonisches Blasorchester. 1979 komponierte Nitze für das erste Landesmusikfest in Rheinland-Pfalz die Landeshymne Viva la musica des Landesmusikverbandes Rheinland-Pfalz. Seine Komposition Leuchtender Tag wurde beim Papstempfang Papst Johannes Paul II. 1980 in Altötting gespielt. 
| Personendaten    | Personendaten                   |
| ---------------- | ------------------------------- |
| NAME             | Nitze, Otto                     |
| ALTERNATIVNAMEN  | Dawitt, Tom (Pseudonym)         |
| KURZBESCHREIBUNG | deutscher Musiker und Komponist |
| GEBURTSDATUM     | 20. September 1924              |
| GEBURTSORT       | Artern                          |
| STERBEDATUM      | 8. Mai 1988                     |
| STERBEORT        | Idar-Oberstein                  |